# Huang Xuechen
Huang Xuechen (chiń. 黄雪辰; ur. 25 lutego 1990 w Szanghaju) – chińska pływaczka synchroniczna, siedmiokrotna medalistka olimpijska (Pekin, Londyn, Rio de Janeiro, Tokio), 21-krotna medalistka mistrzostw świata.
W 2008 startowała na letnich igrzyskach olimpijskich w Pekinie, podczas których wystąpiła jedynie w rywalizacji drużyn. W tej konkurencji Chince udało się wywalczyć brązowy medal dzięki rezultatowi 97,334 pkt. Cztery lata później startowała na letnich igrzyskach olimpijskich w Londynie, biorąc tam udział w rywalizacji zarówno duetów, jak i drużyn. W konkurencji duetów Chinka wywalczyła brązowy medal dzięki rezultatowi 192,87 pkt, natomiast w rywalizacji drużynowej wywalczyła srebrny medal dzięki uzyskanemu rezultatowi 194,01 pkt. 
W 2016 na letnich igrzyskach olimpijskich, które rozegrano w Rio de Janeiro, wywalczyła kolejne dwa srebrne medale – w konkurencji zarówno duetów (dzięki rezultatowi 192,3688 pkt), jak i drużyn (dzięki uzyskanemu rezultatowi 192,9841 pkt). Po tych igrzyskach Xuechen ogłosiła zakończenie kariery sportowej, jednak postanowiła ją wznowić w listopadzie 2018.
W 2021 startowała na letnich igrzyskach olimpijskich w Tokio, tam wywalczyła ponownie dwa srebrne medale, w konkurencji duetów (dzięki rezultatowi 192,4499 pkt) i drużyn (dzięki uzyskanemu rezultatowi 193,531 pkt).
Począwszy od 2007, sześciokrotnie startowała w mistrzostwach świata – medale zdobywała na czempionatach w Rzymie (1 srebrny i 2 brązowe), Szanghaju (5 srebrnych), Barcelonie (2 srebrne), Kazaniu (6 srebrnych) i Gwangju (5 srebrnych).
W latach 2010–2014 na igrzyskach azjatyckich (Kanton, Incheon) wywalczyła cztery złote medale.
W 2014 została uhonorowana przez Światową Federację Pływacką tytułem Pływaczki Synchronicznej Roku.